# Live at the Apollo, Volume II
Live at the Apollo, Volume II är ett musikalbum inspelat live av James Brown ursprungligen lanserat som dubbel-LP 1968. Albumet spelades in 1967 på Apollo Theater i Harlem, New York och var en uppföljare till Browns första livealbum Live at the Apollo från 1963. Browns liverepertoar var 1968 dock mycket annorlunda jämfört med den tidigare skivan och flera låtar pekar mot funk snarare än soul och klassisk R&B.

## Låtlista
1. Introduction – 0:32
2. "Think" – 2:54
3. "I Wanna Be Around" – 3:09
4. James Brown Thanks – 1:11
5. "That's Life" – 4:05
6. "Kansas City" – 4:49
7. Medley – 14:54: "Let Yourself Go"/"There Was a Time"/"I Feel All Right"
8. "Cold Sweat" – 4:43
9. "It May Be the Last Time" – 3:06
10. "I Got You (I Feel Good)" – 0:38
11. "Prisoner of Love" – 7:25
12. "Out of Sight" – 0:26
13. "Try Me" – 2:54
14. "Bring It Up (Hipster's Avenue)" – 4:38 (includes intro of Famous Flames Bobby Byrd & Bobby Bennett)
15. "It's a Man's Man's Man's World" – 11:16
16. "Lost Someone (Medley)" – 6:21
17. "Please, Please, Please" – 2:44